# Cmentarz żydowski w Lipnie
Cmentarz żydowski w Lipnie – kirkut leży przy ulicy Sierakowskiego. Powstał zapewne w XVIII wieku. W czasie okupacji hitlerowskiej, w 1939 został zdewastowany. Po 1945 używany był jako miejsce wypasu zwierząt. Obecnie na jego miejscu znajduje się lecznica dla zwierząt, budynek starostwa i parking.